# Kerivoula myrella
Kerivoula myrella (Thomas, 1914) è un pipistrello della famiglia dei Vespertilionidi endemico dell'Arcipelago delle Bismarck.

## Descrizione

### Dimensioni
Pipistrello di piccole dimensioni, con la lunghezza della testa e del corpo tra 33,3 e 40 mm, la lunghezza dell'avambraccio tra 31,5 e 38,5 mm, la lunghezza della coda tra 34,3 e 46 mm, la lunghezza del piede tra 7 e 9,8 mm, la lunghezza delle orecchie tra 11,4 e 13,9 mm e un peso fino a 6,5 g.

### Aspetto
La pelliccia è lunga, lanosa e si estende dorsalmente sugli avambracci e le zampe. Il colore generale del corpo è bruno-grigiastro chiaro, con la base dei peli marrone scura e la punta bruno-grigiastra. Il muso è lungo, appuntito e nascosto nel denso pelame facciale. Gli occhi sono piccolissimi. Le orecchie sono larghe, ben separate e a forma di imbuto. Il trago è lungo e lanceolato. La lunga coda è completamente inclusa nell'ampio uropatagio, il quale margine libero è frangiato di peli sparsi.

## Biologia

### Alimentazione
Si nutre di insetti.

## Distribuzione e habitat
Questa specie è conosciuta sulle isole della Nuova Britannia, Mioko, Isole del Duca di York, Manus e Umboi nell'Arcipelago delle Bismarck.
Vive nelle foreste umide di pianura, foreste collinari e piantagioni fino a 500 metri di altitudine.

## Conservazione
La IUCN Red List, considerata l'assenza di informazioni circa le minacce, lo stato della popolazione e i requisiti ecologici, classifica K.myrella come specie con dati insufficienti (DD).